# Miquel Bota Totxo
Miquel Bota Totxo (Pollença, 7 de juny de 1920 - 29 de gener de 2005) fou un poeta, escriptor i autor teatral.
Estudià al Col·legi dels Teatins de Mont-Sion de Pollença. Estudià batxiller i a l'acabar els estudis fou designat professor de llengua i literatura al seu vell col·legi de Mont-Sion. Més endavant seria professor de llengua catalana a l'Institut de Batxiller de Pollença.
Com a escriptors a realitzats moltes obres de: Obres teatrals, poesia, treballs d'investigació. Ha donat conferències, parlaments i pregons, al llarg de la seva vida.
El 3 de febrer de 1955 es casà amb Maria Perelló Siquier.
Des de 1955 fins a 1965 fou corresponsal de l'Agència EFE, a Madrid. Durant aquesta dècada, fou la seva etapa periodística, ja que a més va col·laborar en moltes revistes, com Baleares, i diaris. En 1962 el varen atorgar el càrrec de vicepresident del Festival de Música de Pollença.
En 1965 Bota Totxo tornà definitivament a Pollença, on va ser el Cronista Oficial de la Vila. Entre 1969 i 1974 fou nomenat president del famós Club Pollença i assessor d'obra cultural de caixa d'estalvis de Pollença.
L'ajuntament de Pollença el nomenà en 2006: Fill Il·lustre de Pollença i el donà nom a un carrer de la vila.

## Premis
- Premi a la notícia més periodística.
- Premi al corresponsal més actiu.
- Premi Poesia Catalana "Ciutat de Barcelona" (1965).
- Premi Terra Ferma dels Jocs Florals. Caracas- Veneçuela (1966).
- Premi Ciutat de Barcelona de Poesia (1965) per l'obra: A Ritme d'Hores Madures.
- Premi Rosa d'Or de la Pau. Castellitx.
- Premi Calvià de poesia catalana (De les Festes Commemoratives de la Conquesta de Mallorca pel Conqueridor).
- Premi Flor Natural i Rosa d'Or dels Jocs Florals de Maó. Menorca(1973).
- Premi Extraordinari "Lluis Miravitlles" del Jocs Florals de l'Àngel Custodi. Barcelona.
- Premis Jocs Florals de Manacor (Premi rebut tres vegades)
- Premi dels Premis Ciutat de Palma, per l'obra Tasca Cultural. (1973).

## Obres
- Leyendas y tradiciones de Pollença.
- Pollença i Poesia- amb Joan Vives LLull. (Dins l'obra Maestros actuales de la pintura catalana)
- Pollença i Alcúdia - amb el pintor Llorenç Cerdá Bisbal.
- Haz que el mundo crea. Unamuno en Pollença. Amb Francesc Bonnín.(1965)
- Pollença y su huerta, Formentor. (Monografies de la col·lecció: "Panorama Balear" (1952).
- El Calvario de Pollença (1954).
- La Cala de Sant Vicenç (1955).
- El Puerto de Pollença.
- Vorera de Mar.
- Cursa de Braus.(1966)
- A Ritme d'hores madures (Premi de poesia, Ciutat de Barcelona. (1965).
- Poesia en Imatges (1966)
- Els cavalls d'Aligi Sassu.
- Torxes de Pau (1979). Amb dibuixos del famós artista italià, Aligi Sassu.
- El Fons de la Mar. Amb dibuixos de Dionís Bennássar.
- Miquel Cerdà Salas i La línia i universalitat (1982)
- 100 anys d'Història de les Balears. Col·laboració. (1982)
- L'art fotogràfic de Guillem Bestard (1983).
- Llegendes i tradicions. Festa del Llibre. (1986)
- Històries, tradicions i llegendes (1986).
- Poesies i dibuixos de 200 homes del món (1988)
- 125 anys de música a Pollença (1990).
- Peter Widman i el seu Art. (1994) Col·laboració poètica amb les seves poesies de: Amb la Pau dins l'Ànima.
- El Món de les Ànimes. (Prosa)

## Obres Teatrals
- Vos reinau damunt l'altura (1949)amb música del conegut músic, mestre Antoni Torrandell.
- Somnis de Pescador. Amb música de Joan Santandreu i Jame Albertí.
- Sense voler fer mal. Amb música de Guillem Bonafè.
- Flocs i Banderetes.
- Su destino.
- Julia Mendoza
- Abismos de realidad
- Madre y sembradora de amor
- L'hereu de Son Mesell. Música de Vicenç Juan Rubí.
- L'etern Joacab
- Petites Ambicions.

## Pregons
- Pregó de les Festes de la Patrona de Pollença. (Agost 1971)

## Membre d'associacions culturals
- OCB (Obra Cultural Balear).
- SGAE
- AELC (Associació d'Escriptors en Llengua catalana)